# Gozzo (barca)

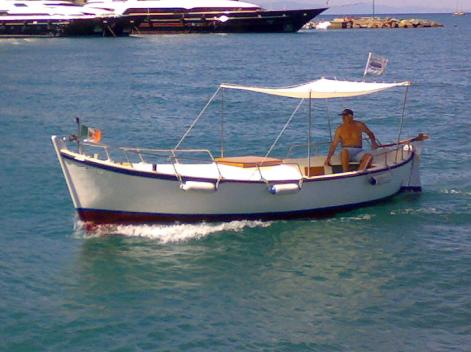
Gozzo classico in vetroresina

Il gozzo è una barca da pesca che ha le sue origini nella tradizione marinara italiana. 
Il gozzo era originariamente costruito completamente in legno, ma negli ultimi tempi si è assistito alla diffusione di costruzioni in vetroresina, che rispetto al legno offre una maggior leggerezza e facilità di lavorazione.

## Struttura

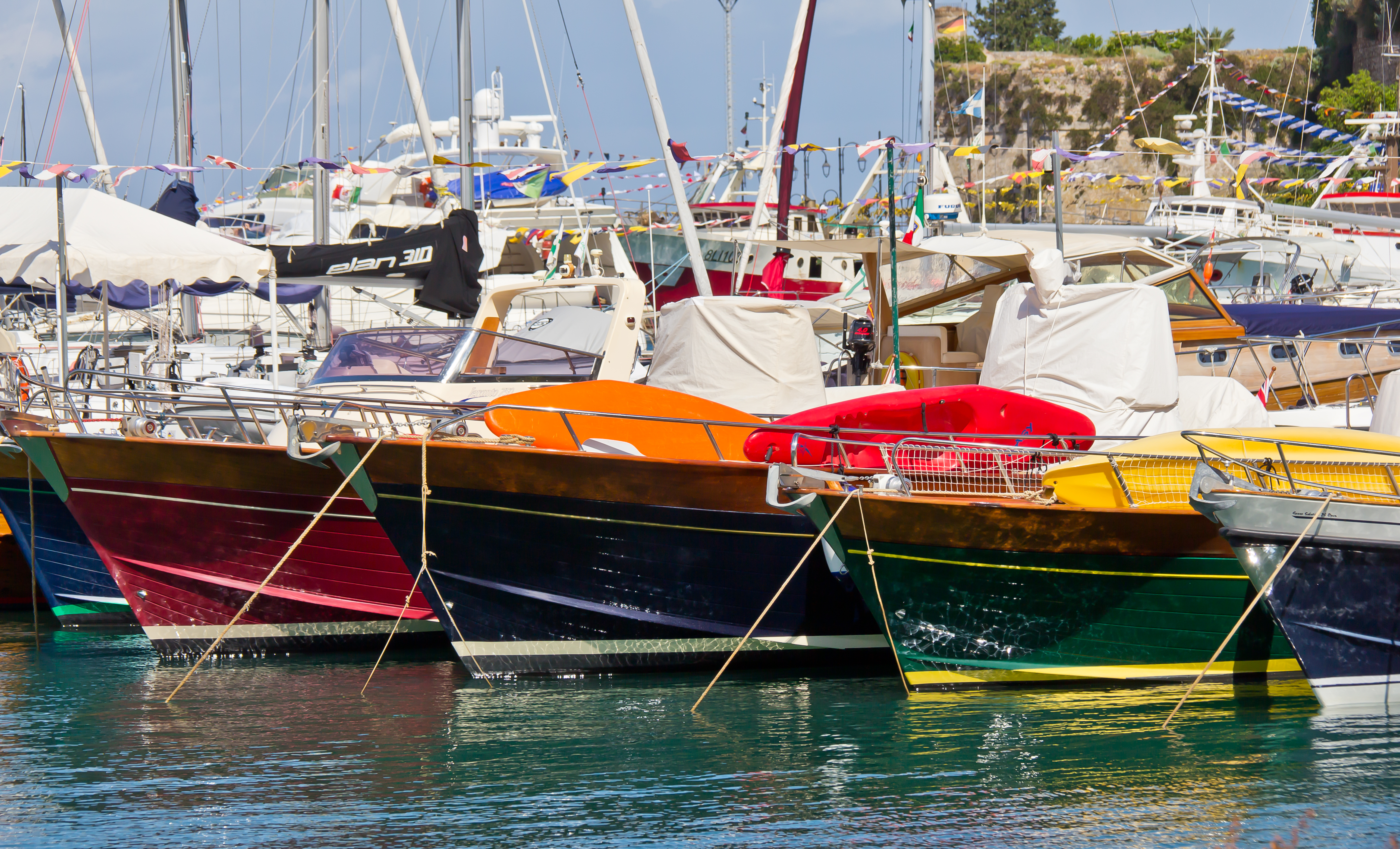
Gozzi ormeggiati a Porto Ercole

La struttura portante del gozzo è una solida chiglia che corre da poppa a prora alla quale sono attaccate una serie di costole che compongono l'ossatura dell'imbarcazione.
Il risultato è analogo ad una gabbia toracica, alla quale viene appoggiato il fasciame costituito da una serie di tavole di legno disposte da prora a poppa.
Le forme del gozzo sono particolari e caratteristiche, a partire dai masconi, molto tozzi così come la prua e la poppa; la chiglia funge sia da spina dorsale dell'imbarcazione, sia da deriva, sporgendo al di sotto dello scafo e terminando a poppa all'altezza del timone, sorreggendone le femminelle, ed a prora con un prolungamento tipico chiamato pernaccia.
Il piano di calpestio è costituito solamente da un pagliolo in legno, che ha la funzione di creare un piano dove poter camminare. Non esiste un vero e proprio ponte continuo e stagno, anche perché si tratta di una barca di relativamente piccole dimensioni (si va dai 3-4 metri ad una decina, per la capienza da 4 persone in su).
Ci sono alcune traverse (banchi) che fungono da sedile per i passeggeri, e coperture all'estrema poppa ed all'estrema prora, sotto le quali vengono ricavati due gavoni, delimitati da due paratie; si ha così il gavone di prora e il gavone di poppa, che sono solitamente usati per riporre oggetti o attrezzature nautiche.
I gozzi di dimensioni maggiori possono essere "cabinati", ovvero possono avere una sovrastruttura che ricopre e protegge la timoneria (che in questo caso è del tipo a ruota, non più a barra) e, talvolta, può anche estendersi verso prua, ospitando alcune cuccette di fortuna. In quest'ultima configurazione il gozzo prende anche il nome di pilotina.
In Italia esistono numerosi tipi di gozzi, a seconda dell'impiego a cui sono destinati varia anche la tecnica costruttiva, la tradizione si differenzia da regione a regione.

## Propulsione

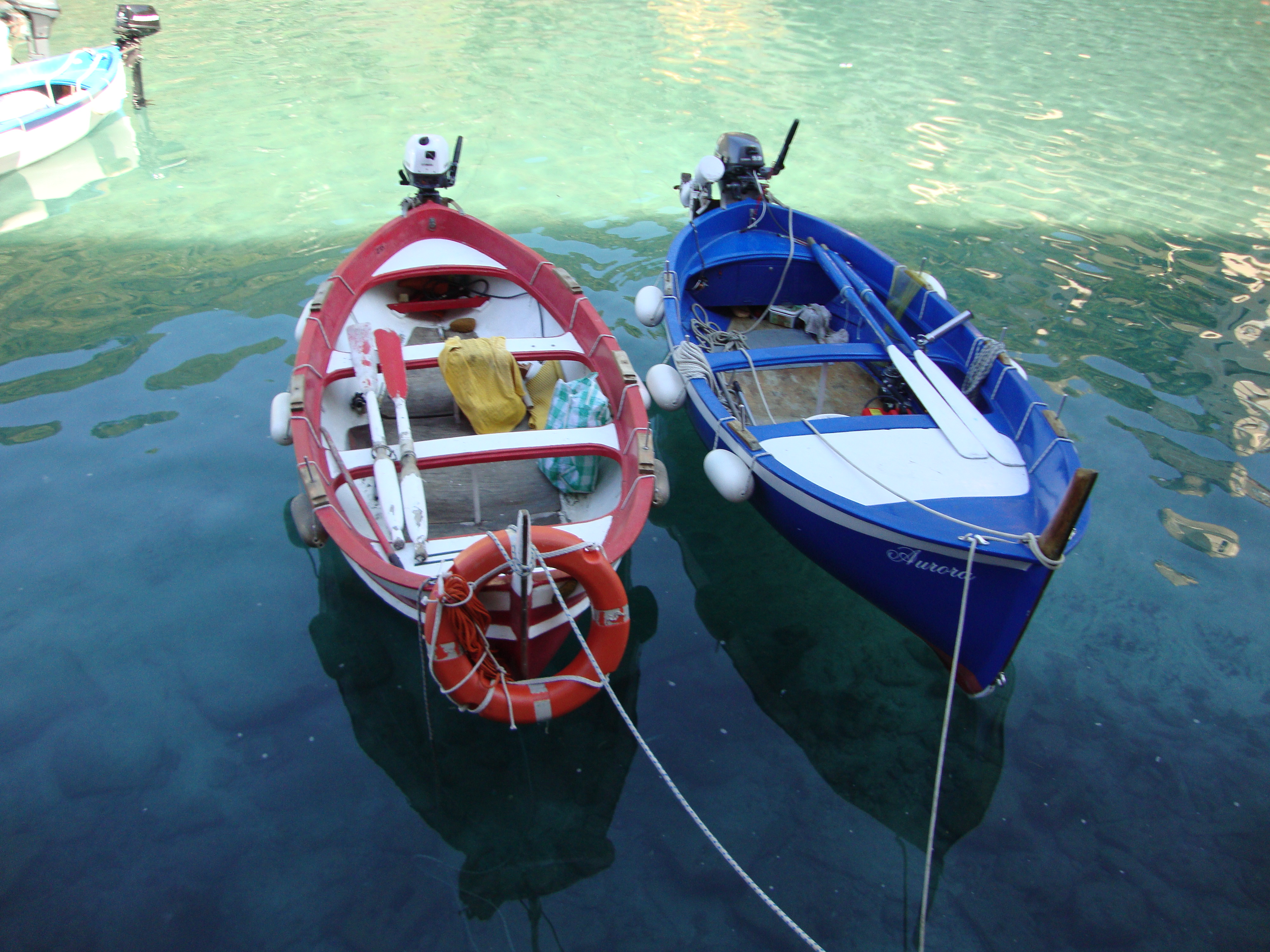
Gozzi con motore fuoribordo

La struttura fin qui descritta appartiene ad un classico gozzo a remi: si possono trovare due o tre paia di scalmi sulla falchetta, sui quali poter fissare i remi.
Gli scalmi sono sempre a caviglia, ossia costituiti solamente da un perno verticale leggermente svasato verso l'alto, ed i remi sono dotati di un contrappeso (girone) per diminuire la fatica durante la vogata; l'accoppiamento tra remi e scalmi di un gozzo è ottenuto attraverso una legatura particolare, detta stroppo.
Con l'evoluzione di motori a benzina o Diesel, il remo è passato ormai in secondo piano, tranne che per situazioni particolari, come alcuni metodi di pesca o per l'avvicinamento a litorali ove si trovino bagnanti.
Il motore di un gozzo è classicamente di tipo entrobordo diesel, cioè completamente all'interno dello scafo,  in un apposito spazio verso il centro nave, per evitare un appoppamento dell'imbarcazione che risulterebbe gravoso per la tenuta al mare o per l'efficienza stessa dello scafo.
Il motore entrobordo è collegato ad un'elica, che si trova all'estrema poppa dello scafo, attraverso un asse ed un pressatrecce o premistoppa a baderna; il timone è incernierato a poppa, manovrabile con barra o con ruota, secondo le dimensioni dell'imbarcazione.
Per ragioni di spazio e praticità sono nati modelli di gozzo che montano motore fuoribordo, cioè esterno alla barca e connesso a questa da una piastra in legno impiantata a poppa al posto del timone. I motori fuoribordo fungono da sistema di propulsione e anche di governo, essendo liberi di ruotare attorno ad un asse verticale. Non è comunque una sistemazione raccomandabile.
Un ulteriore tipo di propulsione per i gozzi è la vela, adottata da sempre meno esemplari: i gozzi a vela montavano un unico albero a centro nave sul quale veniva issata una vela latina mediante un'antenna.

## Tenuta del mare
Buona la tenuta del mare vista la forma dello scafo e la progettazione atta a portare pesi abbastanza gravosi come reti ed altra attrezzatura da pesca professionale e persone. È anche usato per il turismo dalla marineria.

## Il gozzo da pesca
Questa imbarcazione è usata per vari tipi di piccola pesca, tra cui anche la pesca alla traina, per la quale risulta adatta la caratteristica bassa velocità del gozzo, la velocità media per tale tipo di pesca è infatti di 5/6 nodi.